# El Brezal
El Brezal este o arie protejată (arie specială de conservare — SAC, sit de importanță comunitară — SCI) din Spania întinsă pe o suprafață de 109,1 ha, integral pe uscat.

## Localizare
Centrul sitului El Brezal este situat la coordonatele 28°06′49″N 15°36′00″W / 28.1135°N 15.6001°V.

## Înființare
Situl El Brezal a fost declarat sit de importanță comunitară în octombrie 1999 pentru a proteja un număr necunoscut de specii din flora spontană și fauna sălbatică aflate în arealul zonei. Situl a fost protejat și ca arie specială de conservare în ianuarie 2010.

## Biodiversitate
Situată în ecoregiunea , aria protejată conține 1 habitat natural: Pajiști macaroneziene cu vegetație endemică.
La baza desemnării sitului se află un număr nedeclarat de specii protejate.